# Sorex preblei
Sorex preblei là một loài động vật có vú trong họ Chuột chù, bộ Soricomorpha. Loài này được Jackson mô tả năm 1922.